# El padre Guernica
El padre Guernica é uma telenovela mexicana, produzida pela Televisa e exibida em 1968 pelo Telesistema Mexicano.

## Elenco
- Juan Carlos Ruiz
- Demetrio González
- Carmen Salas
- Manolita Saval
- Ana Ofelia Murguía